# استیون گیگان
استیون گِیگان (انگلیسی: Stephen Gaghan؛ زادهٔ ۶ مهٔ ۱۹۶۵) یک کارگردان، فیلم‌نامه‌نویس و هنرپیشه اهل ایالات متحده آمریکا است.
وی در سال ۲۰۰۰ میلادی، بابت نگارش فیلم‌نامهٔ «قاچاق»، برندهٔ جایزه اسکار بهترین فیلم‌نامه اقتباسی شد.وی همچنین برنده جوایزی همچون جایزه امی ساعات پربیننده، جایزه گلدن گلوب، جایزه بفتا و «جایزهٔ انجمن نویسندگان آمریکا» شده است.

## گزیدهٔ آثار

### نویسنده
- ندای وظیفه: اشباح (۲۰۱۳) (بازی ویدئویی)
- سیریانا (۲۰۰۵)
- آلامو (۲۰۰۴)
- قاچاق (۲۰۰۰)
- مقررات درگیری (۲۰۰۰)

### کارگردان
- سیریانا (۲۰۰۵)
- رهاندن (۲۰۰۲)
- طلا (۲۰۱۶)
- دولیتل (۲۰۲۰)

### هنرپیشه
- دارودسته (۲۰۰۸)
- الفی (۲۰۰۴)